# União da Vila (São Leopoldo)
Sociedade Cultural Beneficente União da Vila é uma escola de samba de São Leopoldo, Rio Grande do Sul. Foi fundada em 4 de março de 2004, As cores escolhidas para a escola foram o preto, vermelho e o branco.

## Segmentos

### Presidentes
| Nome                | Mandato        | Ref.  |
| ------------------- | -------------- | ----- |
| Ubirajara Gonçalves | ? - atualidade | [ 2 ] |

### Casal de Mestre-sala e Porta-bandeira
| Ano  | Nome         | Ref.  |
| ---- | ------------ | ----- |
| 2014 | Céh e Simone | [ 2 ] |
| 2015 |              |       |

## Carnavais
| Ano                          | Colocação   | Grupo  | Enredo | Ref.                 |
| ---------------------------- | ----------- | ------ | --- | -------------------- |
| 2005                         | 4º lugar    | Único  | | [ 3 ]                |
| 2006                         | 5º lugar    | Único  | O povo Cigano                                                                                                | [ 1 ] [ 4 ]          |
| 2007                         | 4º lugar    | Único  | Um passo pra cá, um passo pra lá...Danças folclóricas e folguedos populares, das regiões do meu Brasil.      | [ 1 ] [ 5 ]          |
| 2008                         | 5º lugar    | Único  | A vila toca os "Sinos" em alerta: salvemos o rio.                                                            | [ 5 ] [ 6 ]          |
| 2009                         | 5º lugar    | Único  | Nos bastidores e barracões, a União da Vila vêm cantar e mostrar: os anônimos do carnaval, artistas ocultos. | [ 7 ] [ 8 ]          |
| 2010                         | 4º lugar    | Único  | De Bombacha e Chimarrão, a Vila Canta a Tradição                                                             | [ 9 ] [ 10 ]         |
| 2011                         | 5º lugar    | Único  | Um grito de gol: Brasil minha paixão. União da Vila exalta seus cinco títulos mundiais.                      | [ 11 ] [ 12 ] [ 13 ] |
| 2012                         | 6º lugar    | Único  | | [ 14 ]               |
| 2013                         | 3º lugar    | Acesso | Passeando pelo tempo a Vila faz uma homenagem às Escolas de Samba de São Leo                                 | [ 15 ]               |
| 2014                         | Vice-campeã | Acesso | O Amor | [ 2 ] [ 16 ]         |
| Sem desfile oficial em 2015. |             |        | |                      |
| Não desfilou em 2016.        |             |        | |                      |